# ニューヨーク・エクセルシオール
「ニューヨーク・エクセルシオール（New York Excelsior）」は、アメリカ合衆国・ニューヨーク市を本拠地とする『オーバーウォッチ（Overwatch）』eスポーツチームである。「オーバーウォッチ・リーグ（Overwatch League / OWL）」所属。チーム名の「エクセルシオール（Excelsior）」は、「絶たえず進歩を求もとめる、更さらに磨みがきをかける」の意味である。